# Facheiroa markgrafii
Facheiroa markgrafii es una especie de planta suculenta perteneciente al género Facheiroa, dentro de la familia Cactaceae. Es endémica del sudeste de Brasil (concretamente del estado de Minas Gerais). 

## Descripción

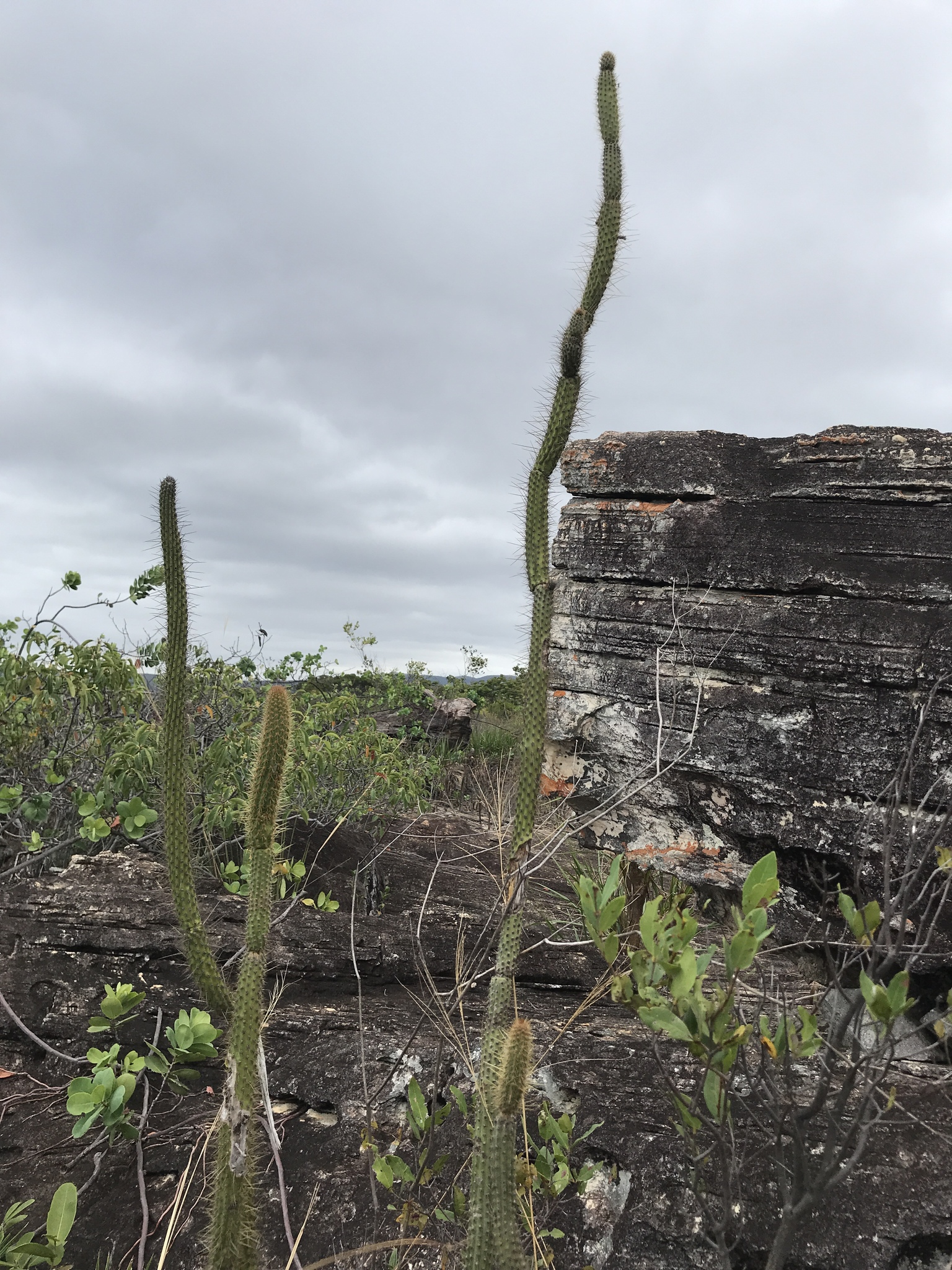
Planta en su hábitat

Facheiroa markgrafii es una especie de cactus de porte columnar, con tallos erguidos no ramificados. Son de color verde grisáceo, cilíndricos y pueden alcanzar una altura de hasta 1,5 m y un diámetro de hasta 2,5 cm. 
Presentan normalmente 13 costillas sobre las que se sitúan las areolas, las cuales están cubiertas de lana gris. Tienen de 1 a 4 espinas centrales de 4 cm de largo y de 12 a 18 espinas marginales que sobresalen de forma irregular y que mide entre 0,6 y 1 cm de largo.

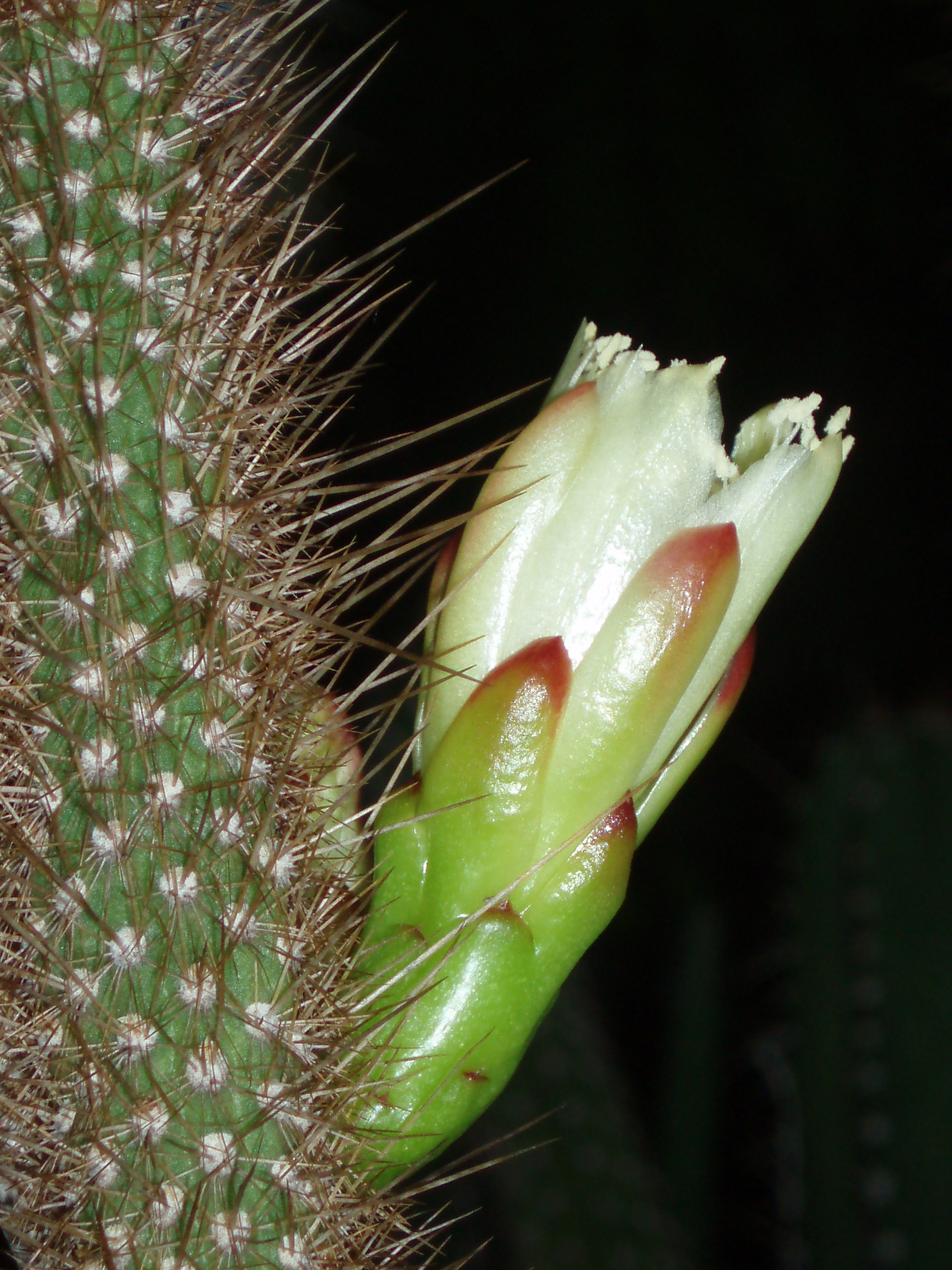
Detalle de la flor

Las flores, que tienen forma de campana o embudo, son de color verde claro y blanquecino. Se abren por la noche, miden hasta 6 cm de largo y tienen un diámetro de 5 cm.

## Distribución y Hábitat
El área de distribución nativa de esta especie es el sudeste de Brasil (concretamente del estado de Minas Gerais) y crece principalmente en el bioma tropical estacionalmente seco, en campos rocosos de la sabana montañosa.

## Taxonomía
La primera descripción de esta especie fue como Brasilicereus markgrafii, publicada en 1949 por los botánicos alemanes Curt Backeberg y Otto Voll en la revista científica Archivos do Jardim Botânico do Rio de Janeiro 9: 155.
Más tarde, el botánico británico Nigel Paul Taylor trasladó la especie al género Facheiroa, por lo que pasó a llamarse Facheiroa markgrafii. Registró estos cambios en la revista científica Annals of Botany. Oxford 132: 1003, publicada en 2023.
Etimología
- Facheiroa: nombre genérico que deriva de la palabra portuguesa facheiro, que es el nombre común que se utiliza en Brasil para nombrar algunos cactus de este género.[4]
- markgrafii: epíteto específico otorgado en honor del botánico alemán Friedrich Markgraf.[5]

## Estado de conservación
En la Lista Roja de Especies Amenazadas de la UICN, la especie está clasificada como "Vulnerable (VU)", debido a la pérdida de hábitat.

## Usos
Se cultiva principalmente como planta ornamental y su propagación se realiza normalmente a través de esquejes o semillas.